# Lucjan Pracki

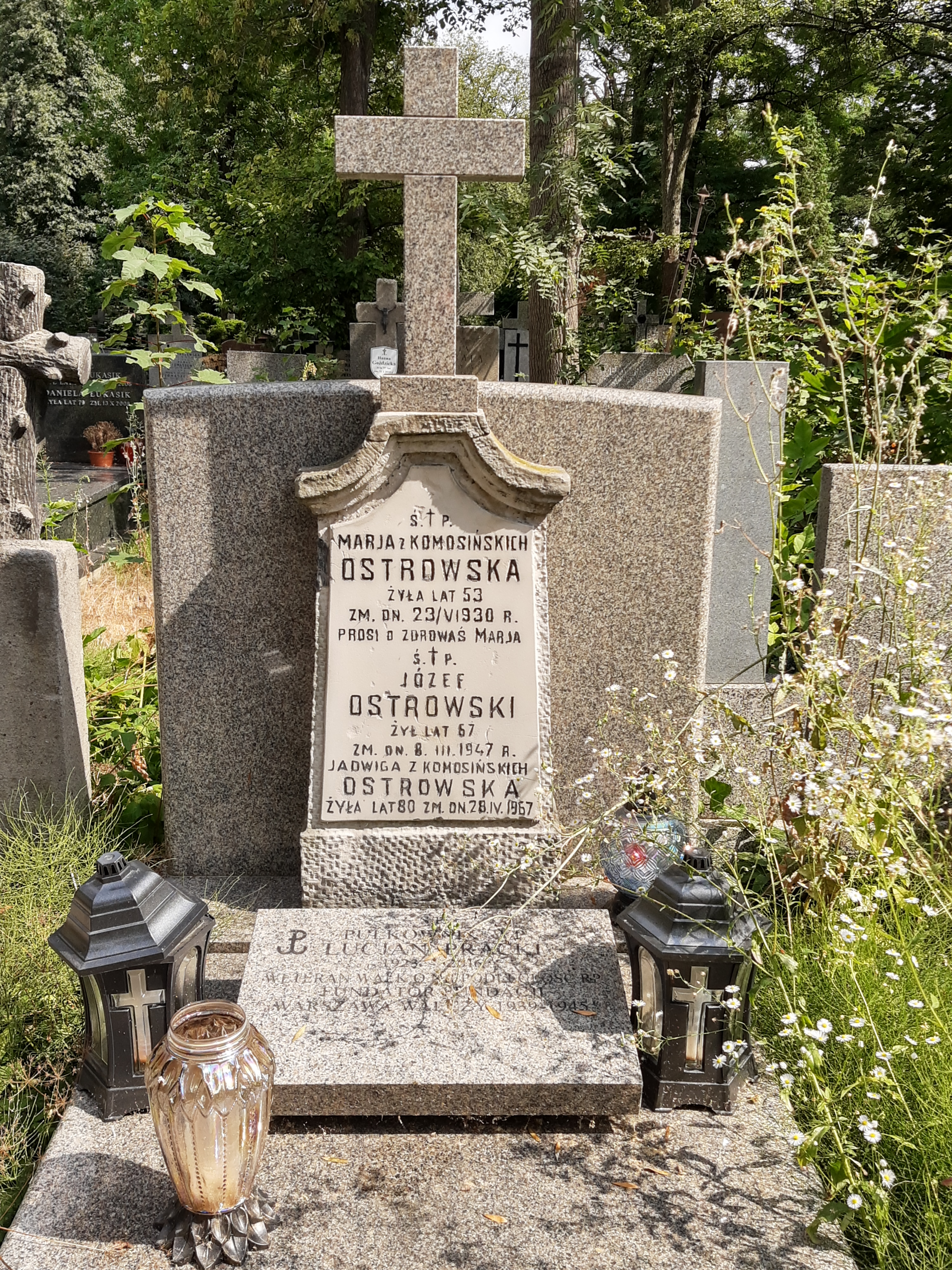
Grób Lucjana Prackiego na cmentarzu Bródnowskim

Lucjan Pracki (ur. 8 czerwca 1923, zm. 6 maja 2016) – polski dziennikarz, publicysta, pułkownik WP w stanie spoczynku, działacz kombatancki oraz społeczny, współzałożyciel i wieloletni wiceprezes Fundacji „Warszawa Walczy 1939–1945”.
W czasie II wojny światowej należał do Armii Krajowej. W okresie PRL był członkiem misji wojskowej w Korei. Był dziennikarzem „Polski Zbrojnej”, „Żołnierza Wolności” oraz redaktorem „Głosu Pracy”. Był również dyrektorem Czołówki Filmowej Wojska Polskiego. Zmarł 6 maja 2016 i został pochowany na cmentarzu Bródnowskim w Warszawie (kwatera 33B-4-10).

## Odznaczenia
- Brązowy Krzyż Zasługi[2]
- Złoty Krzyż Zasługi[2]
- Krzyż Kawalerski Orderu Odrodzenia Polski[2]
- Krzyż Oficerski Orderu Odrodzenia Polski[2]
- Krzyż Komandorski Orderu Odrodzenia Polski (2002)[5]

## Publikacje
- Korespondent wojenny z Korei donosi..., Wydawnictwo Ministerstwa Obrony Narodowej, Warszawa 1953.